# 스포트라이트 (무대 조명)

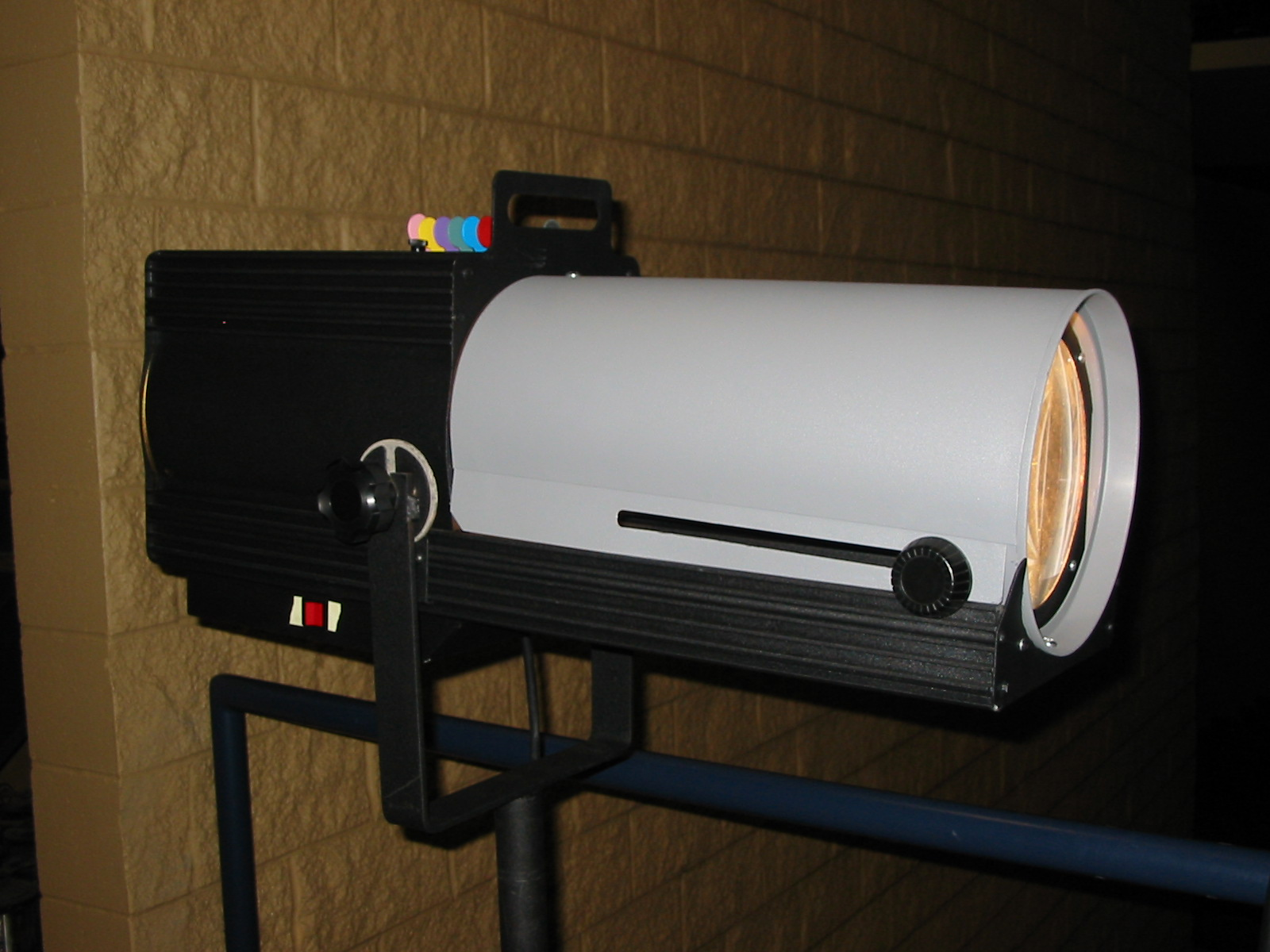
스포트라이트

스포트라이트(spotlight)는 조명 기구 중 하나이다. 주로 극장에서 관객의 관심을 끌기 위해 사용되는 것으로, 집중적으로 비춘다. 스포트라이트가 가장 일반적으로 사용되는 곳은 콘서트, 뮤지컬과 같이 특정한 인물을 집중적으로 비치기 위해 사용된다.

## 스포트라이트 제조사
- 스포트라이트(Spotlight) - Italy
- 필립스 셀레콘(Philips Selecon) - USA
- 로버트 줄리엣
- ETC